# Apeadeiro de Casais

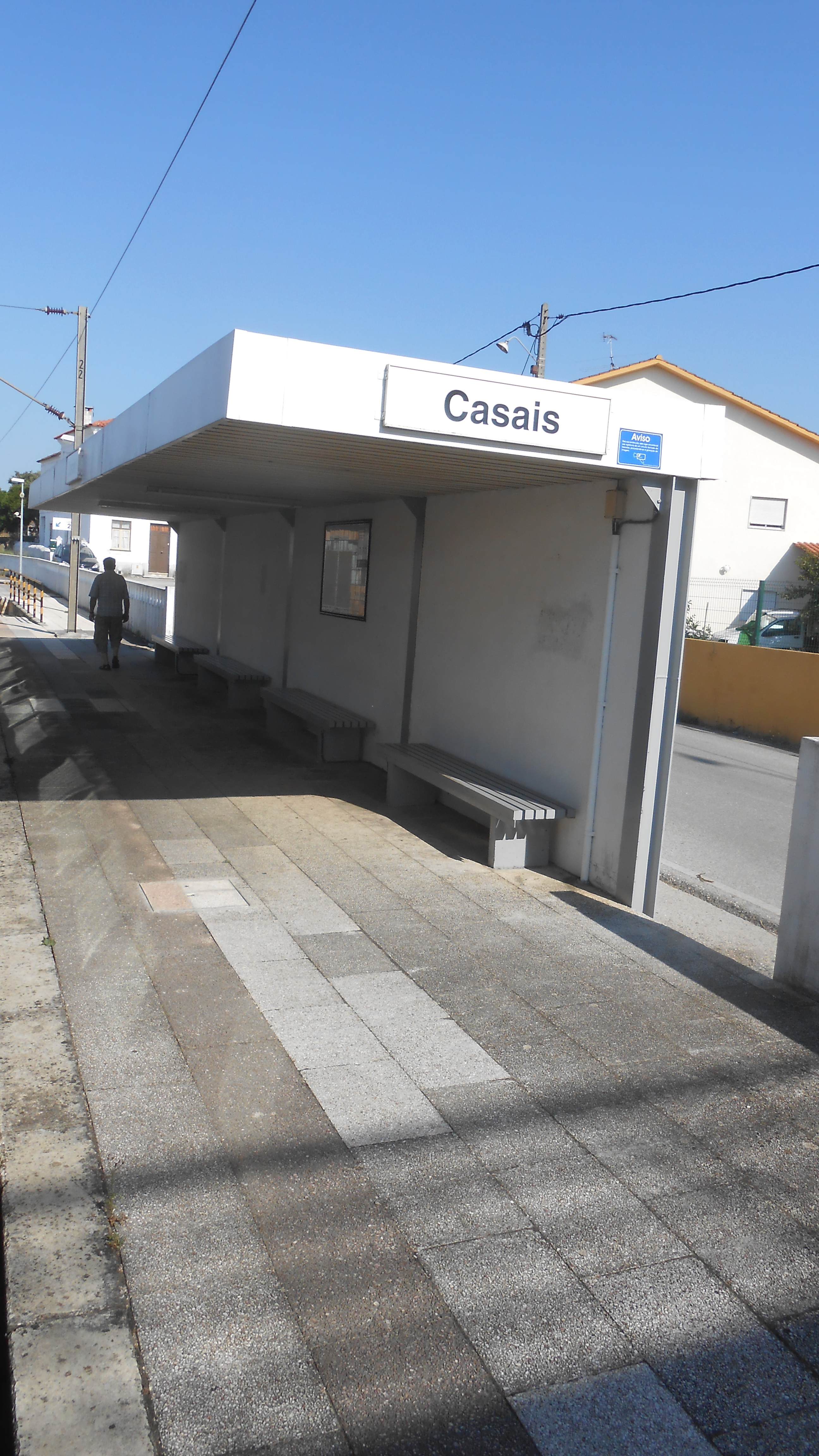
Aspeto do apeadeiro de Casais, em 2014.

O Apeadeiro de Casais (nome anteriormente grafado como "Casaes"), também conhecido por Casais do Campo, é uma gare da Linha do Norte, que serve a localidade de Casais, no município de Coimbra, em Portugal.

## Descrição

### Localização e acessos
Este apeadeiro está situado junto à povoação de Casais do Campo, possuindo acesso pela Rua 20 de Maio.

### Infraestrutura
Como apeadeiro numa linha de via dupla, esta interface apresenta-se nas duas vias de circulação (I e II) cada uma acessível por plataforma — ambas com 165 m de comprimento e com alturas de 62 e 78 cm, respetivamente, incluindo ambas secção rebaixada para atravessamento em nível.

### Serviços
Em dados de 2023, esta interface é servida por comboios de passageiros da C.P. de tipo suburbano, com quinze circulações diárias em cada sentido, entre Coimbra e Figueira da Foz; não efetuam paragem os comboios de tipo regional que aqui circulam, nem os de restantes tipologias mais rápidas.

## História
Este apeadeiro situa-se no troço da Linha do Norte entre as estações de Taveiro e Estarreja, que entrou ao serviço em 10 de Abril de 1864, pela Companhia Real dos Caminhos de Ferro Portugueses.